# Julian B. Rotter
Julian B. Rotter (Brooklyn, Nueva York, 22 de octubre de 1916 − Mansfield, Connecticut, 6 de enero de 2014) fue un psicólogo estadounidense, considerado uno de los principales teóricos del aprendizaje social, una de las variedades de la psicología conductista. Asimismo fue reconocido por sus aportes a la construcción de una teoría sobre la personalidad desde el punto de vista conductual. También cabe señalar que su trabajo influyó sobre la posterior configuración del modelo conductual-cognitivo.

## Apuntes Biográficos
J. B. Rotter nació en Brooklyn, Nueva York, Estados Unidos, en 1916, siendo hijo de inmigrantes hebreos. Hizo su doctorado en 1941 y se convirtió en asesor del Ejército estadounidense durante la Segunda Guerra Mundial. Posteriormente, ejerció la docencia en la Universidad de Ohio, influenciado por George Kelly. 
La obra fundamental de Rotter: "Aprendizaje Social y Psicología Clínica" fue publicada en 1954. Fue desde 1963 director del Programa de Psicología Clínica en la Universidad de Connecticut, y Presidente de la División de Psicología social y de la Personalidad en la Asociación Estadounidense de Psicología. Recibió el premio a la contribución científica distinguida en 1989.

## Tesis Medulares

### Personalidad
La personalidad, según Rotter, es un aspecto direccional de la conducta dirigida a metas, de acuerdo con la historia de aprendizaje y la susceptibilidad a ciertos eventos reforzantes. Lo esencial en la teoría de Rotter son las expectativas del individuo sobre sus posibilidades de éxito o fracaso, lo que se refleja en el rasgo conocido como locus de control.

### Locus de control
El Locus de Control es un rasgo central de personalidad que se define por la creencia del sujeto en la responsabilidad que tiene sobre su propio actuar. El locus de control puede ser "interno" o "externo". En el primer caso, supone un grado significativo de independencia personal y mayor capacidad de logro. En el segundo caso supone lo contrario.
Existen otros conceptos clave en la teoría de Rotter asociados con las expectativas personales:
1. El potencial de conducta, que es la probabilidad de ocurrencia del comportamiento dada por la ecuación entre el tipo de expectativas, el valor de satisfacción buscada y la fuerza de otras conductas potenciales en la situación.
2. El potencial de respuesta, que es el grado de valor subjetivo que el individuo da a las consecuencias de lo que hace, en relación con el grado de preferencias y locus de control personales.
3. El potencial de necesidad, que es la intensidad de búsqueda de meta determinada por la historia personal.
4. Las tendencias direccionales son potenciales de necesidad que implican búsqueda de fuentes reforzantes, tales como reconocimiento (sobresalir, ser considerado por los demás), dominio (liderazgo), independencia (confiar en sí mismo, lograr metas sin ayuda), protección (ayuda ajena), amor/afecto (ser aceptado/amado), y bienestar físico (comodidad).

### Terapia de Aprendizaje Social
Es una forma de ingeniería del comportamiento heterodoxa, con fuerte componente cognitivo-verbal, que busca la adaptación del individuo en relación con sus posibilidades de logro y felicidad, sus relaciones interpersonales y su integración social.
La conducta anormal sería aquella que intenta evitar castigo y obtener gratificaciones a niveles irreales.